# Cobra Museum

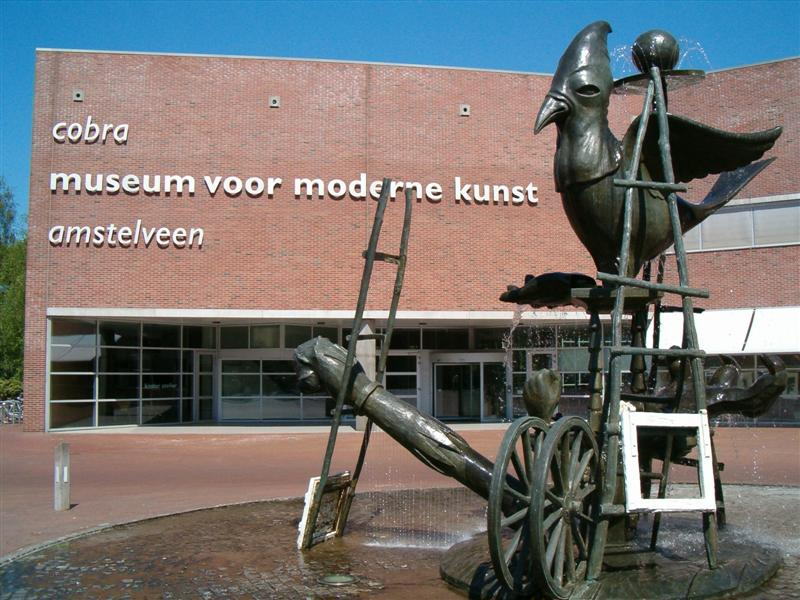
Cobra Museum voor Moderne Kunst in Amstelveen

Das Cobra Museum (Eigenname: Cobra Museum voor Moderne Kunst) in der niederländischen Stadt Amstelveen (Provinz Nordholland) ist ein Museum für Moderne Kunst und umfasst eine Sammlung von niederländischen Künstlern und der internationalen CoBrA-Bewegung. Die Initiative zur Errichtung des Museums ging von der Gemeinde Amstelveen aus in Zusammenarbeit mit verschiedenen großen niederländischen Unternehmen. Das Museum wurde am 8. November 1995 geöffnet, wobei das Eröffnungsdatum ein Hinweis war auf die Gründung der CoBrA-Bewegung am 8. November (1948). Seit der Gründung ist das Cobra Museum eine Stiftung, die als selbständige Organisation und als Kunstbetrieb arbeitet.

## Geschichte
Die Cobra-Kunst, entstanden in Paris (1948–1951), verursachte eine „Revolution“ in der Modernen Kunst in den Niederlanden. Das Cobra Museum möchte ein Expertise-Zentrum sein im Geiste von CoBrA, wo das Experiment, der Expressionismus und Surrealismus zum Ausdruck kommen. Die Cobra-Kunst im Museum steht für kreative Freiheit, Vitalität und gesellschaftliches Engagement. Das Gebäude des Museums wurde von dem niederländischen Architekten Wim Quist (1930–2022) entworfen und umfasst circa 2500 m². Der Garten im Museum wurde von dem Cobra-Künstler Shinkichi Tajiri angelegt.

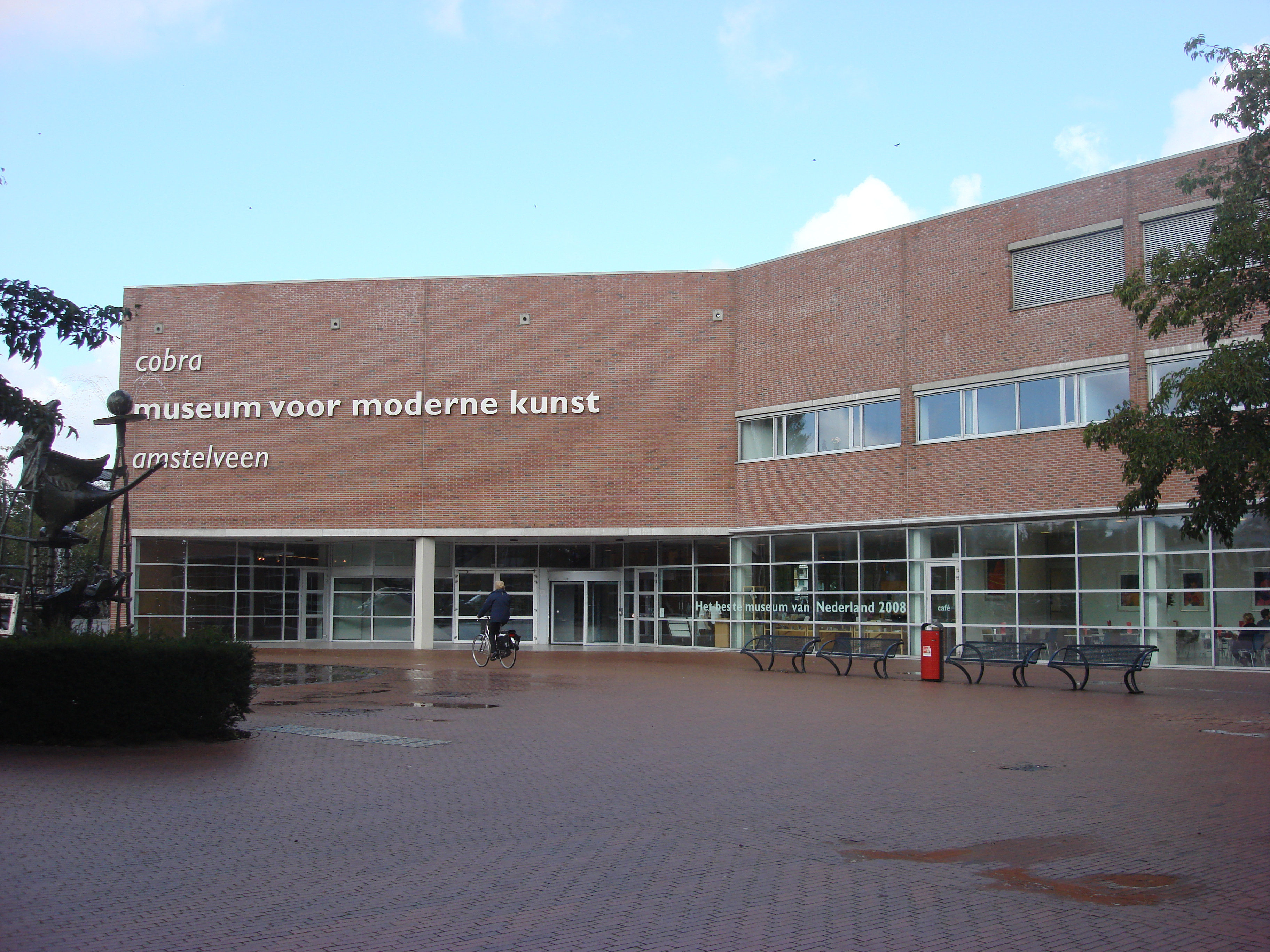
Cobra Museum

Es gibt einen Museumsladen mit unter anderem Bücher über Kunst und Grafiken, ein Museums-Café, ein Kinderatelier und ein Fotostudio. Darüber hinaus stellt das Museum Räume zur Verfügung für Initiativen, die Kunstkurse organisieren möchten. Die Bibliothek ist nur nach vorheriger Anmeldung zu besuchen. Ab 2013 werden auch Workshops für Erwachsene organisiert. Für Kinder zwischen sieben und zehn Jahren wurden in den Schulferien bereits Workshops gehalten.

## Ausstellungen
2002 wurde eine Ausstellung über den niederländischen Künstler und Musiker Herman Brood organisiert.
Vom 2. Juli 2012 bis 10. Oktober 2012 wurde eine Ausstellung gehalten unter dem Namen Cobra Cities. De Kunstenaars en de Metropol („Cobra Städte. Die Künstler und die Metropole“). Die Cobra-Kunst ist verbunden mit den Städten Copenhagen, Brüssel, Amsterdam sowie New York City und Paris.
Eine umfangreiche Ausstellung im Sakip Sabanci Museum in Istanbul unter dem Titel Cobra – 1000 Days of Free Art fand mit der Teilnahme des Cobra Museums vom Juni 2012 bis September 2012 statt. Das „offizielle Kulturprogramm“ wurde zur Feier der 400-jährigen diplomatischen Beziehungen zwischen den Niederlanden und der Türkei gehalten.
Eine Ausstellung über das Werk von Paul Klee mit dem Titel Klee en Cobra. Het begint als Kind war vom Januar 2012 bis April 2012 im Cobra Museum zu sehen. Die Ausstellung wurde in Zusammenarbeit mit dem Zentrum Paul Klee in Bern und dem Louisiana Museum of Modern Art organisiert.
Im Museum sind mit ihren Werken ständig vertreten: Pierre Alechinsky, Karel Appel, Eugène Brands, Constant, Corneille, Christian Dotremont, Henry Heerup, Robert Jacobsen, Asger Jorn, Lucebert, Jan Nieuwenhuys, Carl-Henning Pedersen, Reinhoud, Anton Rooskens, Shinkichi Tajiri und Theo Wolvecamp.
Seit seiner Gründung 1995 bis zum Ende des Jahres 2012 zählte das Cobra Museum rund 100.000 Besucher.

### Ausstellungen von 1995 bis 2012 (Auswahl)
- 1995: De Taal van Cobra
- 1996: Roland Berning
- 1997: Van koffiekamer tot Appelbar
- 1998: Wahlverwandtschaften
- 1999: Jan Commandeur. Wilde Träume
- 2000: Het kind in Cobra
- 2001: Karel Appel Beelden 1936–2000
- 2005: Swiss Made (The Art of Falling Apart)
- 2007: Brave New World
- 2010: Guillaume Le Roy. Grafiek
- 2011: Jacques Doucet. Le Cobra français
- 2012: Cobra – 1000 Days of Free Art[10]

## Verkehrsverbindungen
Ab dem Amsterdamer Hauptbahnhof mit den Buslinien 142 und 170 (Haltestelle Busstation Amstelveen) und der Straßenbahn (Tram, Tramlijn) Nr. 5 (Haltestelle Amstelveen Binnenhof. Stand: Januar 2013).